# Te esperé
«Te esperé» es una canción interpretada por el dúo mexicano Jesse & Joy que fue lanzada por la compañía discográfica Warner Music México como el primer sencillo oficial su quinto álbum Aire (2018). La canción fue escrita por Joy Huerta Y Jimena Lecourtoix.

## Vídeo musical

### Filmación
El vídeo fue grabado bajo la dirección de Esteban Madrazo y publicado en el canal del dúo en YouTube el mismo día de lanzamiento.

## Promoción
La cantaron en el álbum en vivo Aire Tour al igual que las demás canciones del mismo álbum y otras canciones más de sus anteriores discos dentro de esta gira musical.

## Lista de canciones

### Descarga digital[4]
| Te esperé — Single |             |          |  |
| N.º                | Título      | Duración |  |
| 1.                 | «Te esperé» | 3:34     |  |

## Listas musicales
| País           | Chart          | Lista                    | Mejor posición |
| 2018           | 2018           | 2018                     | 2018           |
| -------------- | -------------- | ------------------------ | -------------- |
| Costa Rica     | Monitor Latino | Top 100 Anual            | 37             |
| Estados Unidos | Billboard      | Latin Airplay            | 21             |
| Estados Unidos | Billboard      | Latin Digital Song Sales | 9              |
| Estados Unidos | Billboard      | Latin Pop Airplay        | 14             |
| México         | Billboard      | Mexico Airplay           | 4              |
| México         | Billboard      | Mexico Espanol Airplay   | 1              |
| México         | Monitor Latino | Top 100                  | 21             |
| México         | Monitor Latino | Top Tocadas              | 7              |

## Historial de lanzamiento
| Región | Fecha                   | Formato                     | Discográfica              | Ref.   |
| ------ | ----------------------- | --------------------------- | ------------------------- | ------ |
| México | 23 de noviembre de 2018 | Descarga digital, Streaming | Warner Music S.A. de C.V. | [ 13 ] |